# Schleiz
Schleiz est une ville allemande située en Thuringe et chef-lieu de l'arrondissement de Saale-Orla.
C'était le chef-lieu de la principauté de Reuss-Schleiz.
Le 9 octobre 1806 eut lieu la bataille de Schleiz lors de la campagne de Prusse et de Pologne.

## Personnalités
- Dietmar Lorenz (1950-2021), judoka, champion olympique toutes catégories en 1980.